# Egyptens fjortonde dynasti
Egyptens fjortonde dynasti varade under 1600-talet f.Kr. Dynastin räknas oftast till det Mellersta riket, men överlappar även den Andra mellantiden i det forntida Egypten. Faraonerna i den fjortonde dynastin styrde från staden Xois i västra Nildeltat och vissa av dem bar semitiska namn. Forskarna har därför antagit att de även var besläktade med hyksos.